# بيتر الأول من تراني
بيتر الأول (ولد قبل 1020)، ويعرف أيضًا باسم بترونيوس. كان الدوق النورماني الأول على تراني. كان أحد أبرز قادة النورمان الإثني عشر في خدمة غايمار الرابع من ساليرنو. كانت تراني والتي لم يتم ضمها بعد من الإمبراطورية البيزنطية نصيبه من قسمة النورمان لأراضي بوليا في ملفي عام 1042. في ذات التقسيم نال أخوه والتر تشيفيتاتي.